# Badminton World Federation
La Badminton World Federation (BWF) è la federazione sportiva internazionale, riconosciuta dal CIO, che governa lo sport olimpico del badminton.

## Campionati mondiali organizzati
- Campionati mondiali di badminton
- Thomas Cup
- Uber Cup
- Sudirman Cup

## Federazioni continentali

Mappa del mondo con le cinque confederazioni

Il BWF lavora in collaborazione con gli organi di governo regionali per promuovere e sviluppare lo sport del badminton in tutto il mondo, sono:
| Region | Region  | Confederation                           | Members |
| ------ | ------- | --------------------------------------- | ------- |
|        | Asia    | Badminton Asia (BA)                     | 43      |
|        | Europe  | Badminton Europe (BE)                   | 54      |
|        | America | Badminton Pan America (BPA)             | 37      |
|        | Africa  | Badminton Confederation of Africa (BCA) | 44      |
|        | Oceania | Badminton Oceania (BO)                  | 16      |
| Totale | Totale  | Totale                                  | 194     |